# Marc Webb

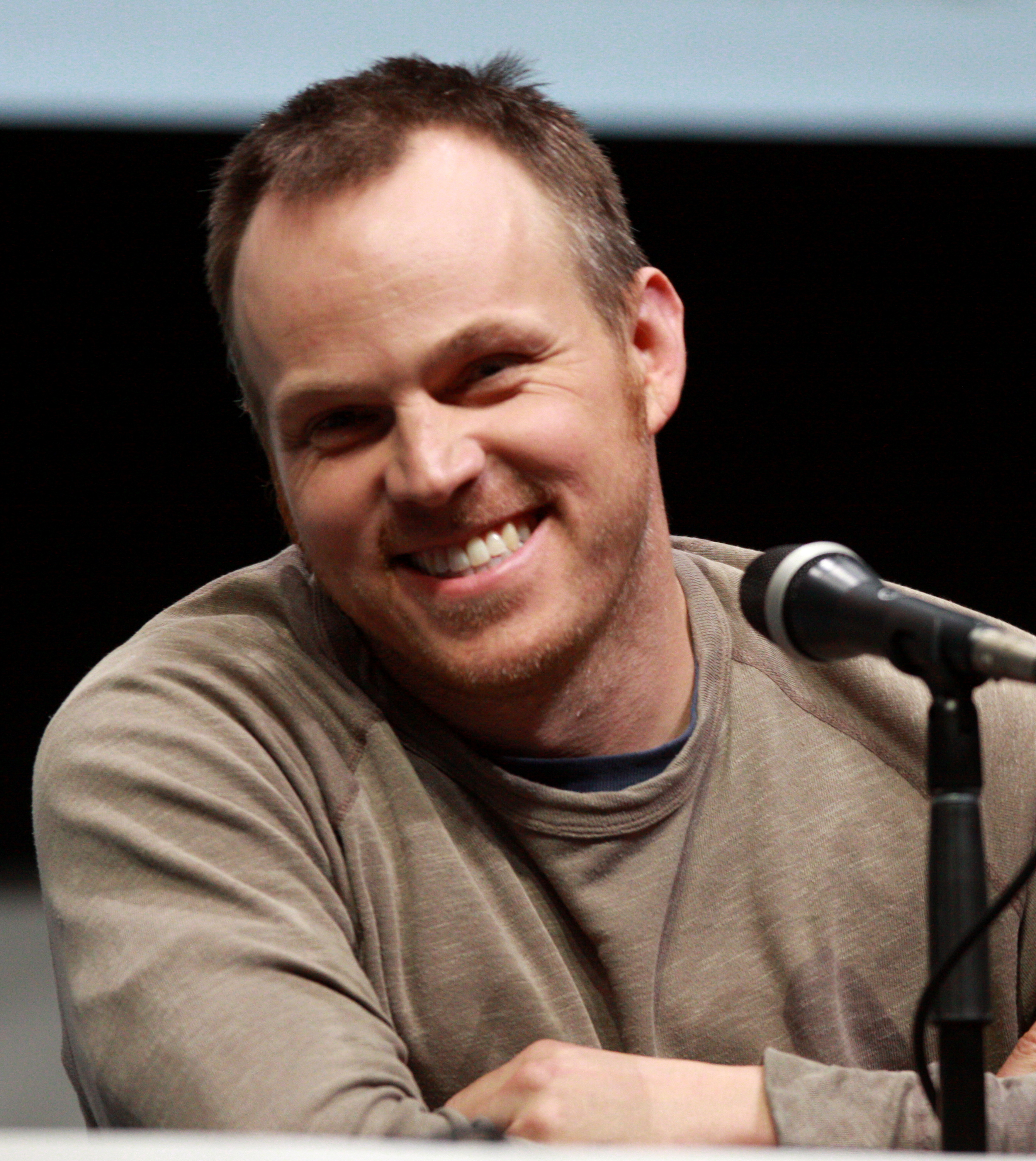
Marc Webb (2013)

Marc Preston Webb (* 31. August 1974 in Bloomington, Indiana) ist ein US-amerikanischer Regisseur von Musikvideos und Filmen.

## Leben
Marc Webb wurde in Bloomington im US-Bundesstaat Indiana geboren, seine Familie zog jedoch 18 Monate nach seiner Geburt mit ihm nach Madison in Wisconsin um. Nach dem Besuch der Madison West High School erlangte er auf der University of Wisconsin einen Abschluss in Anglistik.
Seinen Einstieg in die Filmbranche machte er als Regisseur für Musikvideos. Sein erstes war für die Gruppe Blues Traveler mit dem Lied Canadian Rose im Jahre 1997. Es folgten Clips für die Backstreet Boys (Invitation Only), Good Charlotte (Festival Song) sowie für My Chemical Romance (Helena, The Ghost of You, I Don't Love You, Teenagers) und viele mehr. Mit dem Musikvideo zu 21 Guns der Gruppe Green Day gewann er 2009 bei den MTV Video Music Awards den Preis für die beste Regie. Webbs erster Spielfilm (500) Days of Summer wurde 2009 veröffentlicht und war 2010 bei der Golden-Globe-Verleihung in der Kategorie Bester Film – Komödie oder Musical nominiert.
2010 wurde Webb von Sony Pictures engagiert, um bei dem neuen Spider-Man-Reboot die Regie zu übernehmen. Das Studio hatte sich für einen Neustart des Franchises entschieden, nachdem es zahlreiche Unstimmigkeiten mit dem Drehbuch für den ursprünglich geplanten vierten Teil von Sam Raimis Spider-Man-Reihe gegeben hatte. Der Film kam im Sommer 2012 unter dem Titel The Amazing Spider-Man mit Andrew Garfield in der Titelrolle in die Kinos. 2014 folgte die Fortsetzung The Amazing Spider-Man 2: Rise of Electro erneut unter der Regie von Webb. Im Anschluss war er für verschiedene Serie als Regisseur tätig und drehte weitere Spielfilme.

## Filmografie (Auswahl)
Als Regisseur
- 2009: (500) Days of Summer
- 2012: The Amazing Spider-Man
- 2014: The Amazing Spider-Man 2: Rise of Electro (The Amazing Spider-Man 2)
- 2015: Limitless (Fernsehserie, Episoden 1x01–1x02)
- 2015–2016: Crazy Ex-Girlfriend (Fernsehserie, 2 Episoden)
- 2017: The Only Living Boy in New York
- 2017: Begabt – Die Gleichung eines Lebens (Gifted)
- 2019: The Society (Fernsehserie, 3 Episoden)
- 2019: Why Women Kill (Fernsehserie, 2 Episoden)
- 2021: Rebel (Fernsehserie, 1 Episode)
- 2021: The Republic of Sarah (Fernsehserie) (Executive Producer)
- 2021: Just Beyond (Fernsehserie, 3 Episoden)
- 2024: Death and Other Details (Fernsehserie, 1 Episode)
- 2024: High Potential (Fernsehserie, 1 Episode)
- 2025: Schneewittchen (Snow White)

## Videos
1997
- Blues Traveler – „Canadian Rose“

1999
- Earth to Andy – „Still After You“

2000
- Cold – „Just Got Wicked“
- Santana feat. Musiq – „Nothing at All“

2001
- On the Line All Stars feat. Lance Bass – „On the Line“
- Anastacia – „Not That Kind“
- 3 Doors Down – „Duck and Run“
- Good Charlotte – „Motivation Proclamation“
- AFI – „The Days of the Phoenix“
- Big Dumb Face – „Duke Lion“
- Felix Brothers – „Right Here, Right Now“
- Oleander – „Are You There?“
- Green Day – „Waiting“
- Good Charlotte – „Festival Song“
- Live – „Simple Creed“
- Professional Murder Music – „Slow“
- Stereomud – „Pain“
- Godhead – „Eleanor Rigby“
- Live feat. Tricky – „Simple Creed“
- Pressure 4-5 – „Beat the World“
- Tru Vibe – „On the Line“

2002
- Unwritten Law – „Seein' Red“
- Counting Crows – „American Girls“
- SOiL – „Unreal“
- Puddle of Mudd – „She Hates Me“
- Maroon 5 – „Harder to Breathe“
- Hatebreed – „I Will Be Heard“
- The Wallflowers – „When You’re on Top“
- O-Town – „These Are the Days“
- Hoobastank – „Remember Me“
- Disturbed – „Remember“

2003
- Cold – „Stupid Girl“
- P.O.D. – „Sleeping Awake“
- AFI – „The Leaving Song Pt. II“
- Santana & Alex Band – „Why Don’t You & I“
- 3 Doors Down – „Here Without You“
- Memento – „Saviour“
- Wakefield – „Say You Will“
- MxPx – „Everything Sucks“
- P.O.D. – „Will You“
- Brand New – „Sic Transit Gloria… Glory Fades“

2004
- P.O.D. – „Change the World“
- Gavin DeGraw – „I Don't Want to Be“
- Smile Empty Soul – „Silhouettes“
- Puddle of Mudd – „Heel over Head“
- Midtown – „Give It Up“
- Yellowcard – „Ocean Avenue“
- My Chemical Romance – „I'm Not Okay (I Promise)“
- Sparta – „Breaking the Broken“
- Jesse McCartney – „Beautiful Soul“
- Dirty Vegas – „Walk into the Sun“
- Coheed and Cambria – „Blood Red Summer“
- Switchfoot – „Dare You to Move“ (Version 2)
- Hoobastank – „Disappear“

2005
- Jimmy Eat World – „Work“
- Daniel Powter – „Bad Day“
- The Used – „All That I've Got“
- My Chemical Romance – „Helena“
- Snow Patrol – „Chocolate“
- Low Millions – „Eleanor“
- Trey Songz feat. Twista – „Gotta Make It“
- Antigone Rising – „Don’t Look Back“
- Hot Hot Heat – „Middle of Nowhere“
- Incubus – „Make a Move“
- Hilary Duff – „Wake Up“
- My Chemical Romance – „The Ghost of You“
- Ashlee Simpson – „Boyfriend“
- Daniel Powter – „Free Loop (One Night Stand)“
- Yellowcard – „Lights and Sounds“
- Weezer – „Perfect Situation“

2006
- All American Rejects – „Move Along“
- Matisyahu – „Youth“
- Aly & AJ – „Rush“
- Daniel Powter – „Lie to Me“
- Yellowcard – „Rough Landing, Holly“
- AFI – „Miss Murder“
- Ashlee Simpson – „Invisible“
- Fergie – „London Bridge“
- Regina Spektor – „Fidelity“
- Evanescence – „Call Me When You’re Sober“
- AFI – „Love Like Winter“
- Pussycat Dolls feat. Timbaland – „Wait a Minute“
- Barefoot – „Rain“
- Teddy Geiger – „These Walls“ (Version 2)

2007
- Good Charlotte – „The River“
- Relient K – „Must Have Done Something Right“
- P. Diddy – „Last Night“
- My Chemical Romance – „I Don't Love You“
- My Chemical Romance – „Teenagers“
- Evanescence – „Good Enough“
- Blaqk Audio – „Stiff Kittens“
- Regina Spektor – „Better“
- Fergie – „Clumsy“
- Miley Cyrus – „Start All Over“

2008
- Maroon 5 – „Goodnight, Goodnight“
- Nelly feat. Fergie – „Party People“
- All American Rejects – „Gives You Hell“

2009
- Green Day – „21 Guns“
- She and Him – „Why Do You Let Me Stay Here?“
- Green Day – „21st Century Breakdown“
- Weezer – „(If You're Wondering If I Want You To) I Want You To“

2010
- Green Day – „Last of the American Girls“
- Taking Back Sunday – „Faith (When I Let You Down)“